# Roussac
Roussac ist eine Commune déléguée in der französischen Gemeinde Saint-Pardoux-le-Lac mit 447 Einwohnern (Stand 1. Januar 2022). Roussac liegt in der Region Nouvelle-Aquitaine, im Département Haute-Vienne, im Arrondissement Bellac.
Die vormalige Route nationale 711 führt über Roussac.
Die Gemeinde Roussac wurde am 1. Januar 2019 mit Saint-Pardoux und Saint-Symphorien-sur-Couze zur Commune nouvelle Saint-Pardoux-le-Lac zusammengeschlossen. Sie hat seither den Status einer Commune déléguée. Die Gemeinde Roussac gehörte zum Kanton Bellac. Sie grenzte im Nordwesten an Rancon, im Nordosten an Balledent und Châteauponsac, im Osten an Saint-Symphorien-sur-Couze, im Süden an Le Buis und Nantiat, im Südwesten an Berneuil und im Westen an Saint-Junien-les-Combes.

## Bevölkerungsentwicklung
| Jahr      | 1962 | 1968 | 1975 | 1982 | 1990 | 1999 | 2008 | 2013 |
| --------- | ---- | ---- | ---- | ---- | ---- | ---- | ---- | ---- |
| Einwohner | 651  | 609  | 501  | 433  | 394  | 408  | 463  | 467  |